# Pantholopinae
Pantholopinae era considerada uma subfamília da família Bovidae, que continha somente o gênero Pantholops, do chiru. A subfamília foi descrita primeiramente por Reginald Innes Pocock, em 1910.
Esse táxon sempre teve posição taxonômica controversa, sendo também classificado, em estudos anteriores, como integrante da tribo Pantholopini, dentro da subfamília Antilopinae. Também foi proposto, anteriormente, que Pantholops faria parte da tribo Saigini, da subfamília Caprinae, juntamente com outra espécie com taxonomia controversa, a saiga.
Atualmente, porém, os estudos filogenéticos mais recentes classificam o táxon Pantholops como um gênero da tribo Caprini, dentro da subfamília Antilopinae, não tendo mais tribo ou subfamília exclusiva.